# 葺合郵便局
葺合郵便局(ふきあいゆうびんきょく)は、兵庫県神戸市中央区にある郵便局。民営化前の分類では無集配特定郵便局であった。

## 概要
住所：〒651-0076 兵庫県神戸市中央区吾妻通一丁目1-5

## 沿革
- 1968年（昭和43年）9月25日 - 葺合郵便局として、神戸市葺合区吾妻通一丁目に開局[1]。
- 1998年（平成10年）7月1日 - 普通郵便局から特定郵便局に局種別改定。
- 2006年（平成18年）4月3日 - 国際送金業務を廃止。
- 2007年（平成19年）10月1日 - 民営化。
- 2012年（平成24年）10月1日 - 日本郵便株式会社発足。

## 取扱内容
- 郵便、印紙、ゆうパック、内容証明
- 貯金、為替、振替、振込、国債
- 生命保険、バイク自賠責保険
- ゆうちょ銀行ATM
- 地方公共団体事務（兵庫県住宅再建共済基金利用申込取次事務）

## 周辺
- HAT神戸
- 葺合警察署
- 神戸市立渚中学校
- 神戸市立なぎさ小学校
- 住友ゴム工業本社

## アクセス
- 春日野道駅 (阪神)から徒歩約2分
- 春日野道駅 (阪急)から徒歩約8分
- 阪神バス 春日野道停留所下車すぐ
- 阪神高速神戸線 生田川出入口から東へ約500m
- 国道2号沿い
- 駐車場あり：7台